# Drăgotești, Dolj
Drăgotești là một xã thuộc hạt Dolj, România. Dân số thời điểm năm 2002 là 2560 người.